# Дворец Радзивиллов (Гродно)
Дворец Радзивиллов (Дворец Радзивиллов на площади, дом Брегмана) — утраченная городская резиденция князей Радзивиллов в Гродно. Один из самых больших дворцов этого рода в ВКЛ .

## История

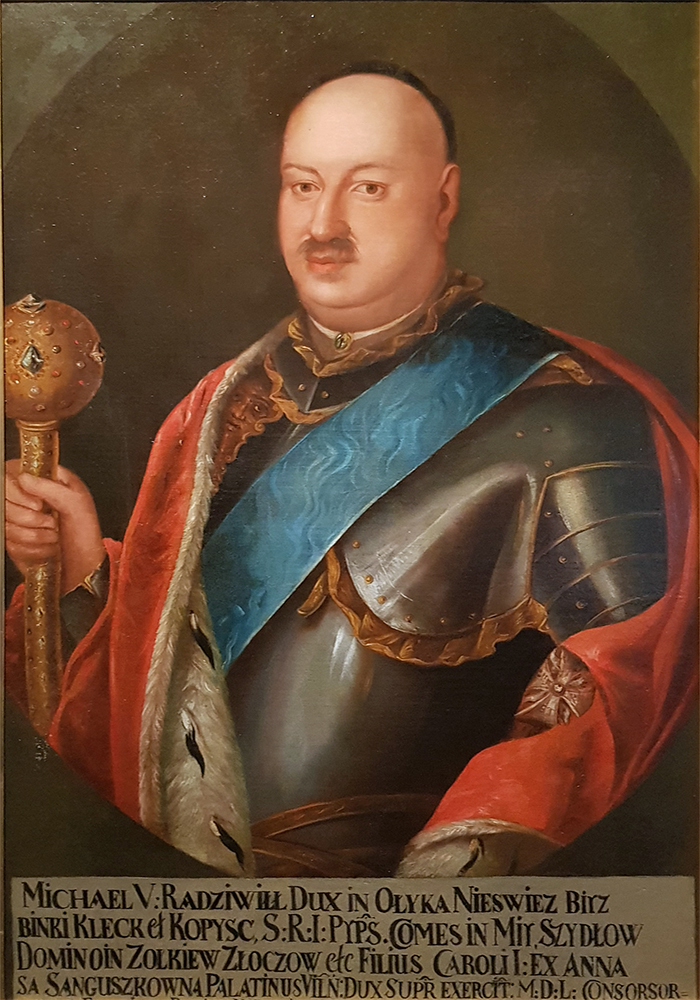
Князь Михаил Радзивилл – строитель гродненской резиденции.

Дворец располагался на южной стороне главной городской площади. Формировался комплекс постепенно, так как Радзивиллы скупали участки других шляхетных собственников города, а также и их дома, которые позднее объединили в одну постройку. Финансировал работы богатейший магнат Речи Посполитой, Михаил Радзивилл Рыбонька. Строительство велось в период с 30-х до 50-х годов XVIII века.
Существуют различные версии об архитекторе дворца. Предполагается участие итальянского зодчего Паоло Доменико Фонтана, автора резиденции Сангушек в Изяславе, знакового зодчего для так называемого винницкого барокко. Стиль этого мастера действительно вполне соответствует стилю гродненской резиденции Радзивиллов. Однако автором указывают и Доменика Фонтану, брата известного варшавского архитектора Иосифа Фонтаны II.
Росписью гродненских резиденций Михаила Радзивилла Рыбоньки занимался его придворный живописец, автор росписи несвижского костёла, Ксаверий Доминик Геский.
Некоторые специалисты предполагают, что главный фасад дворца, выходивший на площадь, не был построен во всю длину ещё в XVIII веке и второй ризалит здания появился уже при позднейшем хозяине здания, еврейском предпринимателе Брегмане.  Однако известно, что  Вильгельм Шлемюллер в 1752 году видел «Большое, симметричное, красивое здание, у которого одна сторона выходит на рынок». Назвать здание симметричным без второго ризалита путешественник, вероятно, не смог бы, значит, уместно предположить, что второй ризалит был, хотя строительство этой части, как можно думать, не было завершено полностью. Из воспоминаний Шлемюллера также известно, что в период сейма 1752 года перед дворцом играла янычарская капелла Радзивиллов.
Дворец соединялся с обширными деревянными пристройками, служащими, согласно Шлемюллеру, для свиты князя.
Дворец упоминает в своих мемуарах король и великий князь  Станислав Август Понятовский, посетивший гродненский сейм 1752 года, при этом отмечая недавнее окончание строительных работ:

 Как-то раз мы втроём пошли на приём к князю Михаилу Радзивиллу, воеводе виленскому и гетману великому литовскому, который быстро закончил свой обширный каменный дворец. Правильно говорили, что дом этого Радзивилла выглядел, как не посмотри, триумфальным госпиталем. Разлад и скупость возмутительные, встречались там постоянно рядом с ценнейшими вещами и щедростью без границ.
Для украшения большого зала дворца он задумал развесить в нём портреты польских королей (уж и не знаю от кого унаследованные), а когда для портретов не хватило места, он приказал им обрезать плечи и руки и перерисовать зауженных так, чтобы они хочешь не хочешь, поместились на предназначенных им стенах.
Тысячи деталей, в той же степени правдивых, могли бы составить не любовную повесть, но комическую историю этого радзивилловского дома.
— Pamietniki króla Stanisława Augusta Poniatowskiego. Drezno: J. I. Kraszewski, Drezno, 1870. Biblioteka Narodowa.
От отца гродненская резиденция перешла одному из самых известных представителей рода, Каролю Радзивиллу Пане Коханку.
Приближённый Кароля Станислава, известный мемуарист Мартин Матушевич, коротко упоминает дворец в своих записях, рассказывая о переполохе в Гродно, вызванном конфликтом Радзивилла и князей Мосальских:

 Я прибыл в Гродно в час ночи, и тут я увидел великую тревогу. По улицам скакали всадники, никто не хотел со мной говорить, хотя я пытался спрашивать людей и говорил кто я такой и откуда еду. Я поехал во дворец князя воеводы виленского, где хотя и слышали, что я стучу, но из-за страха не хотели мне открыть.
— Pamietniki Marcina Matuszewicza, kasztelana brzeskiego-litewskiego, 1714—1765. Т. 1 — 4. Skł. gł. w Księg. Gebethnera i Wolffa. Warszawa, 1876
После Радзивиллов дворцом владел другой княжеский род — Друцкие-Любецкие, а позднее, во второй половине XIX века, еврейский предприниматель Брегман, который сдавал помещения дворца в аренду. Кроме того, Брегман построил синагогу, вписав культовое строение в комплекс бывшей резиденции.
Дворец был повреждён во время Второй мировой войны. Остатки стен резиденции разобрали.
Периодически в общественном поле возникают идеи возрождения гродненской резиденции Радзивиллов. Подобное решение заложено в архитектурный план развития города.

## Архитектура

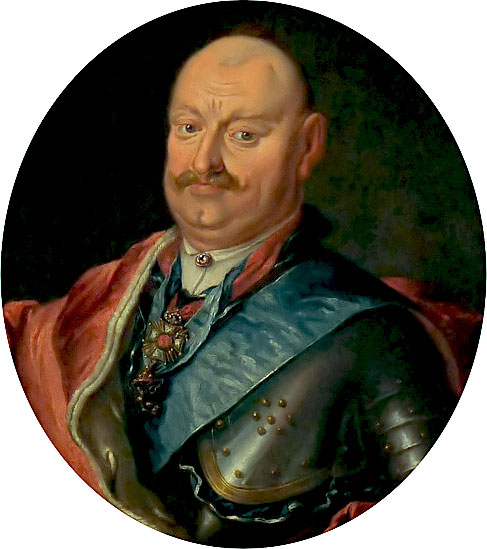
Известный хозяин дворца, Кароль Радзивилл по прозвищу «Пане Коханку»

Дворец являлся крупным памятником архитектуры барокко. Комплекс включал главный, П-образный корпус – длинное (более 85 метров), двухэтажное здание с двумя ризалитами и высокой барочной крышей . В левом ризалите помещался проезд в большой внутренний двор, ограниченный второстепенными постройками комплекса. Ризалиты, завершённые треугольными фронтонами, по проекту должны были помещать в себе большие залы с окнами на двух уровнях.
Главный фасад был сдержанно декорирован лопатками и филёнками, а также, предположительно, лепниной, в частности, гербами Радзивиллов и Вишневецких в тимпанах фронтонов.
Интерьер украшали росписи, шпалеры и картины. Печи облицовывались высокохудожественной плиткой, в том числе с гербами Радзивиллов. Предполагается, что рокальные подсвечники, находящиеся в интерьере гродненского бернардинского костёла, ранее висели в помещениях радзивилловского дворца.

Фото бывшего дворца (дома Брегмана)
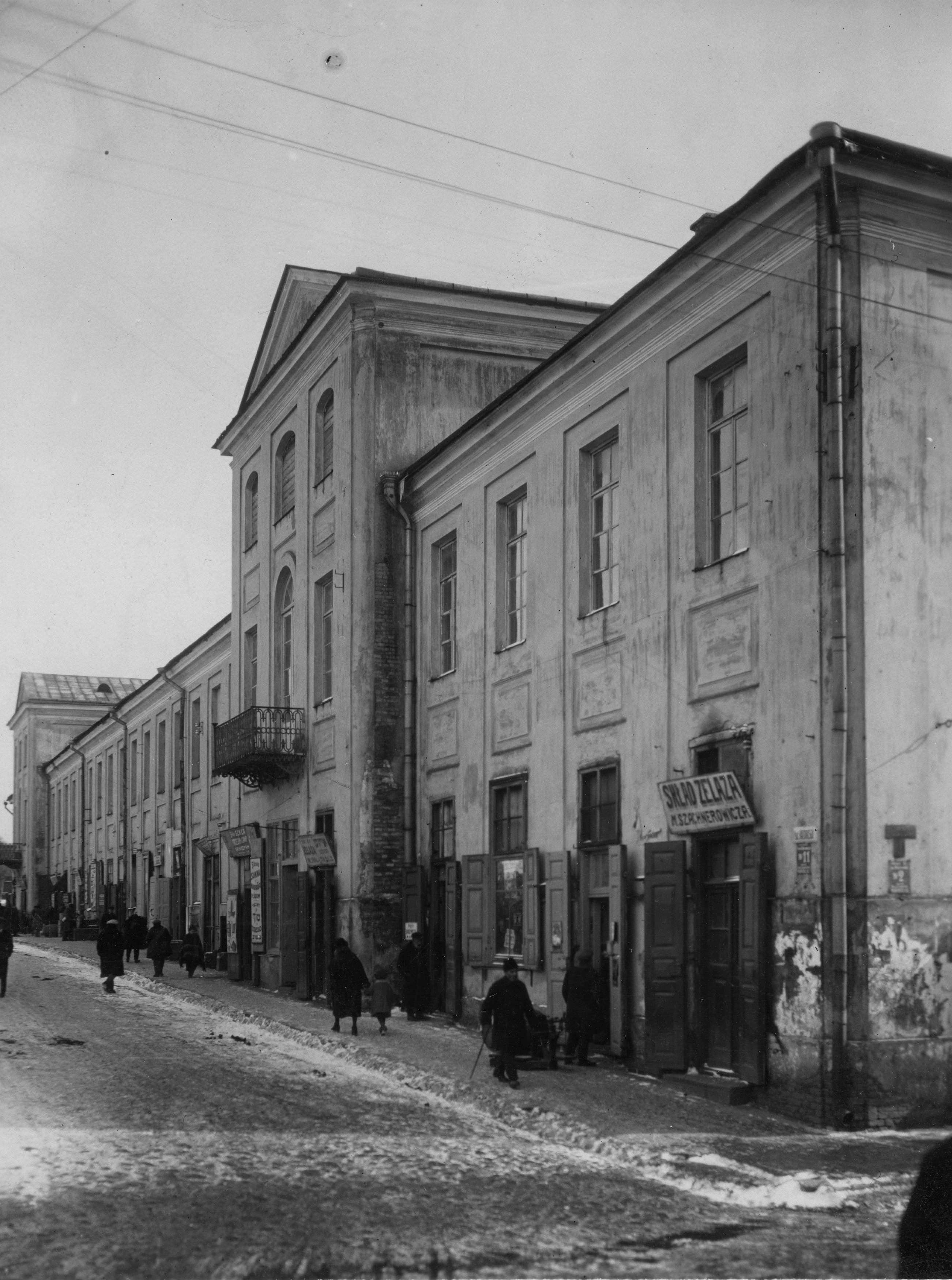
Дворец в 20-х годах XX века.
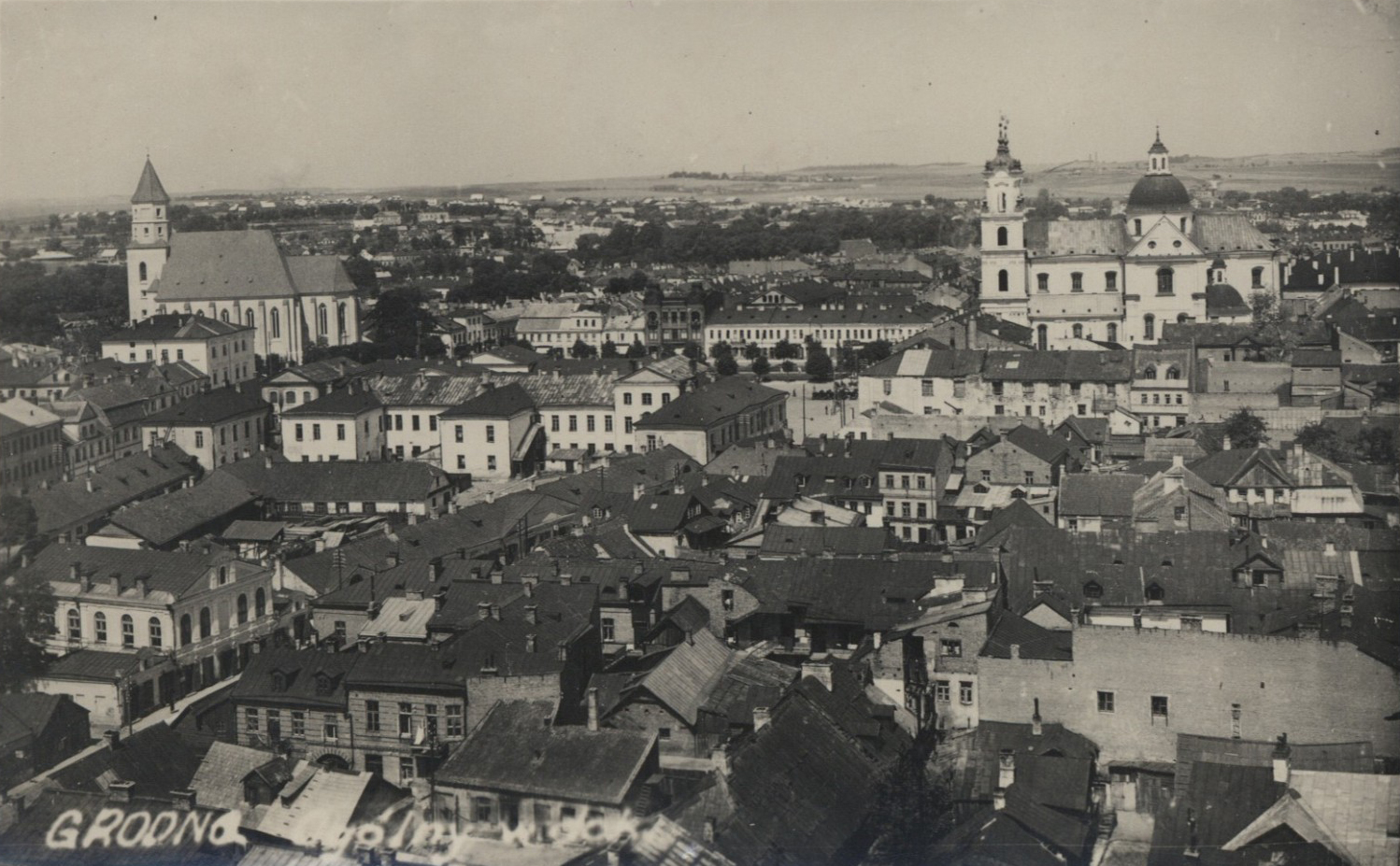
Общий вид центральной части Гродно. Виден внутренний двор дворца Радзивиллов.
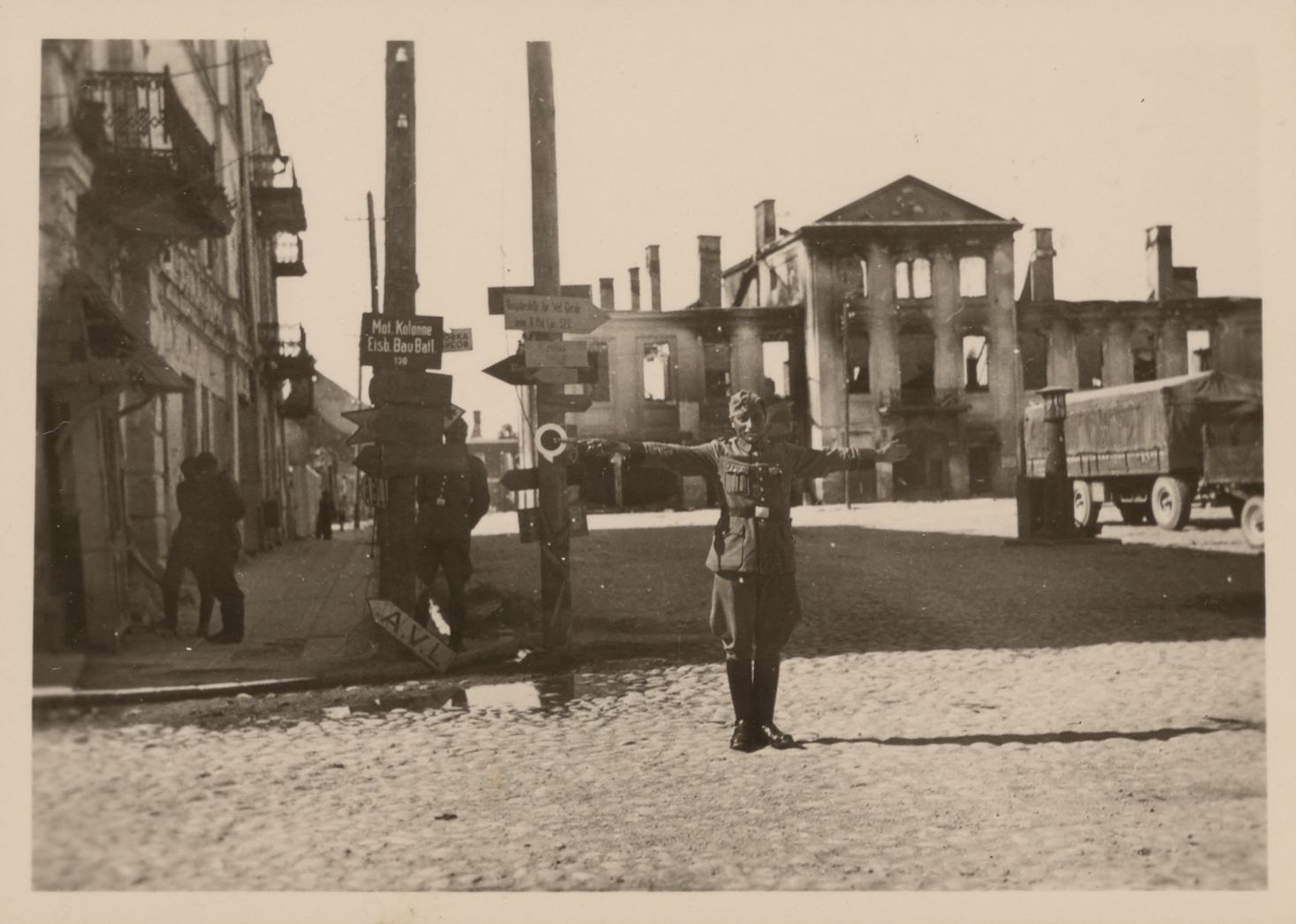
Разрушенный дворец во время нацистской оккупации Гродно.
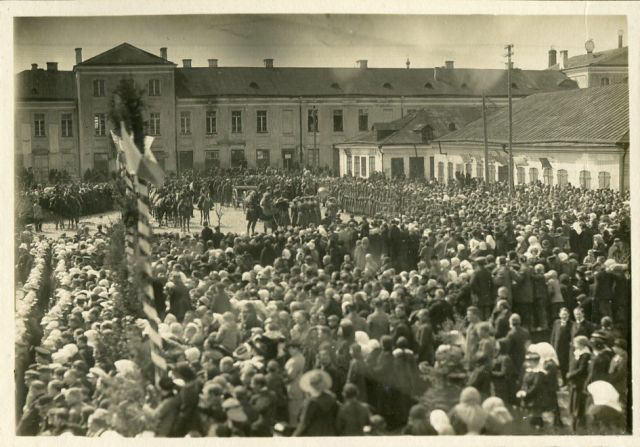
Мероприятие на площади (1919 год). Виден бывший дворец Радзивиллов.